# Платоновское сельское поселение (Орловская область)
Платоновское се́льское поселе́ние — упразднённое муниципальное образование в Орловском районе Орловской области Российской Федерации.
Административный центр — деревня Нижняя Калиновка.

## Общая информация
Платоновское сельское поселение граничит с Большекуликовским и Неполодским поселениями. Площадь территории составляет 8640 гектаров. Территория сельского поселения имеет большую плотность населения. Разветвлена и сеть дорог местного значения. Практически все население имеет природный газ. Важнейшей и самой крупной составной частью муниципального хозяйства является жилищно-коммунальный комплекс.

## История
Статус и границы сельского поселения установлены Законом Орловского области от 28 декабря 2004 года № 466-ОЗ «О статусе, границах и административных центрах муниципальных образований на территории Орловского района Орловской области».
Законом Орловской области от 04.05.2021 № 2596-ОЗ к 15 мая 2021 года упразднено в связи с преобразованием муниципального района в муниципальный округ.

## Население
| 2010  | 2012  | 2013  | 2014  | 2015  | 2016  | 2017  |
| ----- | ----- | ----- | ----- | ----- | ----- | ----- |
| 7927  | ↗8359 | ↗8719 | ↗8901 | ↗9035 | ↗9061 | ↗9179 |
| 2018  | 2019  | 2020  | 2021  |       |       |       |
| ↘9125 | ↘9041 | ↘9010 | ↗9373 |       |       |       |

## Состав сельского поселения
| №  | Населённый пункт  | Тип населённого пункта          | Население |
| -- | ----------------- | ------------------------------- | --------- |
| 1  | Большая Булгакова | деревня                         | 33        |
| 2  | Большая Рябцева   | деревня                         | 28        |
| 3  | Булгаковский      | посёлок                         | ↘95       |
| 4  | Верхняя Калиновка | деревня                         | 73        |
| 5  | Вязки             | деревня                         | ↘92       |
| 6  | Вязки             | посёлок                         | ↘91       |
| 7  | Конёвка           | деревня                         | ↗458      |
| 8  | Леженки           | деревня                         | ↗892      |
| 9  | Лесной            | посёлок                         | ↗92       |
| 10 | Лука Журавинка    | деревня                         | 32        |
| 11 | Лунёво            | деревня                         | 73        |
| 12 | Малая Булгакова   | деревня                         | ↗230      |
| 13 | Медведево         | деревня                         | ↗129      |
| 14 | Мостки            | деревня                         | ↘253      |
| 15 | Наримановский     | посёлок                         | ↗43       |
| 16 | Нижняя Калиновка  | деревня, административный центр | ↗101      |
| 17 | Овсянниково       | деревня                         | ↗1345     |
| 18 | Ольховец          | деревня                         | ↘383      |
| 19 | Парахино          | деревня                         | 20        |
| 20 | Платоново         | село                            | ↗161      |
| 21 | Снецкая Лука      | деревня                         | ↗112      |
| 22 | Старцево          | село                            | ↗1730     |
| 23 | Хардиково         | деревня                         | ↗1461     |